# 1988年カルガリーオリンピック
1988年カルガリーオリンピック（1988ねんカルガリーオリンピック）は、1988年2月13日から2月28日までカナダのカルガリーで行われた冬季オリンピック。カルガリー1988（Calgary 1988）と呼称される。
前回の1984年サラエボ大会まで冬季オリンピックの開催期間は12日間であったが、今大会より夏季オリンピックと同様に4日間延長の合計16日間で開催される事となった。

## 大会開催までの経緯
カルガリーは1964年～1972年に3回開催地に立候補していたがいずれも敗れ、1988年の開催を目指して再立候補し1981年9月30日に西ドイツのバーデン＝バーデンで開かれた第84回国際オリンピック委員会総会で決定された。
| 都市                       | 国           | 1回目 | 2回目 |
| -------------------------- | ------------ | ----- | ----- |
| カルガリー                 | カナダ       | 35    | 48    |
| ファールン                 | スウェーデン | 25    | 31    |
| コルティーナ・ダンペッツォ | イタリア     | 18    | -     |

## ハイライト
スキージャンプでは、フィンランドのマッチ・ニッカネンが大活躍した。ニッカネンは、個人戦の70m級、90m級だけでなく団体戦もフィンランドチームで金メダルを獲得してジャンプでは史上唯一の三冠に輝いた。さらにこの大会では個人2種目とも最下位に終わったが、ジャンプ選手のほとんどいないイギリスから参加したマイケル・エドワーズが最も注目を集めた。
冬季オリンピック史上、初めてスピードスケート競技が屋内（オリンピックオーバル）で開催された大会でもある。屋内での開催となったことで、風や気温変動による氷の状態の変化などに左右されにくくなったことや、構造上直線部分が増えたこともあり好記録が続出した。
またボブスレー競技4人乗りに国内に競技施設を持たず、雪も降らない中米のジャマイカチームが初参加しこのエピソードから映画『クール・ランニング』が制作された。
フィギュアスケートにおいて日本の伊藤みどりが、当時の女子で最高難易度レベルのジャンプを連発し地元メディアに「flying woman（空飛ぶ女性）」と紹介され一躍人気を集めた。伊藤は、決勝では5位に終わったが、多くのファンからの要望でエキシビションに登場した。メダリストを差し置いてトリを飾ったという逸話がある。また、公開競技であるが、ショートトラックスピードスケート女子3000mで獅子井英子が金メダルを獲得した。
1976年のモントリオールオリンピック同様、開催国であるカナダの選手は金メダルを獲得していない上、自国開催で夏冬ともに金メダルを取れなかった最初の国となった。なお、カナダの選手が自国開催のオリンピックで金メダルを獲得するのは2010年のバンクーバーオリンピックまで22年待つこととなる。
開会宣言はカナダのジャンヌ・ソーベ総督がモントリオール大会と同様にフランス語と英語の2ヶ国語で行った。
ソ連が参加した最後の冬季オリンピックでもあった。

## 実施競技
- アイスホッケー
- アルペンスキー
- クロスカントリースキー
- スキージャンプ
- スピードスケート
- ノルディック複合
- バイアスロン

- フィギュアスケート
- ボブスレー
- リュージュ
- カーリング（公開競技）
- ショートトラックスピードスケート（公開競技）
- フリースタイルスキー（公開競技）

## 競技会場
- マクマーン・スタジアム（開・閉会式）
- オリンピックオーバル（スピードスケート）
- オリンピック・サドルドーム（現・スコシアバンク・サドルドーム、フィギュアスケート、アイスホッケー）
- ファーザー・デビッド・バウアー・オリンピック・アリーナ（アイスホッケー）
- カナダ・オリンピック・パーク（ボブスレー、リュージュ、スキージャンプ、ノルディック複合（飛躍））
- キャンモア・ノルディック・センター州立公園（クロスカントリースキー、ノルディック複合（距離）、バイアスロン）
- マックス・ベル・センター（ショートトラックスピードスケート）
- ナキスカ（アルペンスキー、フリースタイルスキー）
- スタンピード・コラール

## 各国・地域の獲得メダル数
| 順 | 国・地域         | 金 | 銀 | 銅 | 計 |
| -- | ---------------- | -- | -- | -- | -- |
| 1  | ソビエト連邦     | 11 | 9  | 9  | 29 |
| 2  | 東ドイツ         | 9  | 10 | 6  | 25 |
| 3  | スイス           | 5  | 5  | 5  | 15 |
| 4  | フィンランド     | 4  | 1  | 2  | 7  |
| 5  | スウェーデン     | 4  | 0  | 2  | 6  |
| 6  | オーストリア     | 3  | 5  | 2  | 10 |
| 7  | オランダ         | 3  | 2  | 2  | 7  |
| 8  | 西ドイツ         | 2  | 4  | 2  | 8  |
| 9  | アメリカ合衆国   | 2  | 1  | 3  | 6  |
| 10 | イタリア         | 2  | 1  | 2  | 5  |
| 13 | カナダ（開催国） | 0  | 2  | 3  | 5  |

## マスコット
ペアの白くまをモチーフにした「ハイデイ・ハウデイ」

## 公式テーマ曲
"Winter Games" / David Foster
『モーターランド2』（テレビ愛知）や松島ハーフマラソンなど、現在でもテレビ番組などのテーマ曲に使われることが多い。
アメリカはカリフォルニアのパサデナで行われるローズ・パレードで、国際的に一躍有名になったマーチング・バンドの京都橘高校吹奏楽部が、ステージ・ドリルでの定番曲としても有名。

## 死亡事故
オーストリアのチームドクターが雪上車にひかれて死亡した。